# Eubazus longitempora
Eubazus longitempora är en stekelart som beskrevs av Papp 2005. Eubazus longitempora ingår i släktet Eubazus och familjen bracksteklar. Inga underarter finns listade i Catalogue of Life.